# SV-98
SV-98 (Snaiperskaya Vintovka Model 1998) é um fuzil de precisão russo, criado por Vladimir Stronskiy.